# 짱구는 못말려 극장판: 습격!! 외계인 덩덩이
《짱구는 못말려 극장판: 습격!! 외계인 덩덩이》(일본어: 映画クレヨンしんちゃん: 襲来!! 宇宙人シリリ)는 일본에서 2017년 4월 15일 개봉하고 대한민국에서는 2017년 7월 20일 개봉된 짱구는 못말려의 애니메이션 영화 시리즈의 제 25부작이다. 대원미디어가 아닌 CJ E&M이 수입과 배급을 담당한 첫 극장판이다. 극장판 개봉 25주기를 맞아 역대 극장판 인물들이 깜짝 출연으로 나왔다.

## 줄거리
어두운 밤 카스카베 마을. 노하라 일가도 슬슬 잘 준비를 하고있을 때였다. 하늘에 별똥별이 지나가는 걸 보고는 들뜬 마음에 소원을 비는데 어째 별똥별의 움직임이 심상치 않다. 그리고 별똥별이라 생각했던 수상한 비행물체가 노하라 일가 지붕 위로 떨어졌다. 잠시후, 비행물체에는 정체모를 외계인이 튀어나와 이상한 레이저 빔을 날렸다. 그런데 그 레이저를 맞은 미사에와 히로시는 신짱구와 히마와리같은 어린아이로 변해버렸다. 이윽고 상황이 진정되자 그 외계인은 자초지종을 설명한다.
외계인은 나스파디라는 행성에서 날아온 시리리(덩덩이). 아버지의 호출을 받고 지구에 왔으나 원인모를 사고로 우주선이 추락해버렸고 설상가상으로 아버지와의 연락은 두절된 상황이었다. 그리고 미사에와 히로시에게 날린 레이저빔은 위험할때만 발동되는 바부바부 파워(한국: 꼬마꼬마 능력). 생물의 성장을 감퇴시키는 능력으로 사람이 맞으면 그 사람은 어린아이가 되고 마는 것이었다. 또한 자신에게는 나스파디인들이 갖고있는 스쿠스쿠 파워(한국: 무럭무럭 능력)가 없기 때문에 다시 원래 모습으로 돌아가려면 아빠에게 가야만 한다고 했다.
다음날, 노하라 일가는 시리리(덩덩이)를 아빠에게 데려다주고 원래 모습으로 돌아가기 위해 기나긴 여정을 나섰다. 하지만 순조로우리라 믿었던 여행은 기차안에서 소지품이 든 가방을 도둑맞고 난 뒤부터 삐걱거리기 시작했다. 히로시는 급한대로 히치하이킹을 했지만 선뜻 차를 태워준 남자는 보통 수상한게 아니었다. 더군다나 뜻밖의 사고로 인해 시리리와 신노스케, 그리고 시로는 흩어지게 된다. 처음 노하라 일가와 같이 다닐때만 해도 지구인들을 무서워했던 시리리(덩덩이)는 신노스케와 둘이서 길거리를 다니는 동안 점차 달라지기 시작한다. 그러나 시리리(덩덩이)에 아버지로 인해 미사에는 완전히 기억까지 어린아이가 되버리고 마는데.....

## 등장인물 / 성우
- 노하라 신노스케 역 : 야지마 아키코
- 노하라 미사에 역 : 나라하시 미키
- 노하라 히로시 역 : 모리카와 토시유키
- 노하라 히마와리 역 : 코로오기 사토미
- 시로 역 : 마시바 마리
- 시리리(덩덩이) 역 : 사와시로 미유키
- 시리리(덩덩이) 아빠 역 : 미야사키 히로유키
- 몰다다 역 : 호토하라 토오루
- 시다 미라이 역 : 시다 미라이

### 한국어 더빙
- 박영남: 짱구
- 양정화: 덩덩이
- 김환진: 짱구 아빠
- 강희선: 짱구 엄마 / 맹구
- 여민정: 철수 / 짱아
- 정유미: 흰둥이 / 유리
- 정혜옥: 훈이 / 이슬
- 이장원: 덩덩이 아빠
- 김정훈: 우주광
- 이용신: 채성아
- 김현심: 옆집 아줌마 / 덩덩이 엄마
- 홍승표: 마이크
- 이새벽: 어린 우주광
- 손수호: 모르디다
- 정유정: 캐슬러
- 김신우: 건담
- 김지율: 존
- 김가령: 기자
- 한신: 판매원

## 주제가
ロードムービー(로드 무비)

## 스태프
감독은 하시모토 마사카즈로서 전전작 나의 이사 이야기 선인장 대습격의 감독으로, 2년만에 크레용신짱 극장판 감독을 다시 맡게 되었다.

## 갤러리

일본어 포스터

## 같이 보기
- 우스이 요시토